# (400070) 2006 SK159
(400070) 2006 SK159 es un asteroide perteneciente al cinturón de asteroides, descubierto el 23 de septiembre de 2006 por el equipo del Spacewatch desde el Observatorio Nacional de Kitt Peak, Arizona, Estados Unidos.

## Designación y nombre
Designado provisionalmente como 2006 SK159.

## Características orbitales
2006 SK159 está situado a una distancia media del Sol de 2,612 ua, pudiendo alejarse hasta 3,015 ua y acercarse hasta 2,209 ua. Su excentricidad es 0,154 y la inclinación orbital 3,858 grados. Emplea 1542,43 días en completar una órbita alrededor del Sol.

## Características físicas
La magnitud absoluta de 2006 SK159 es 17,6.